# Bahnhof Essex Road

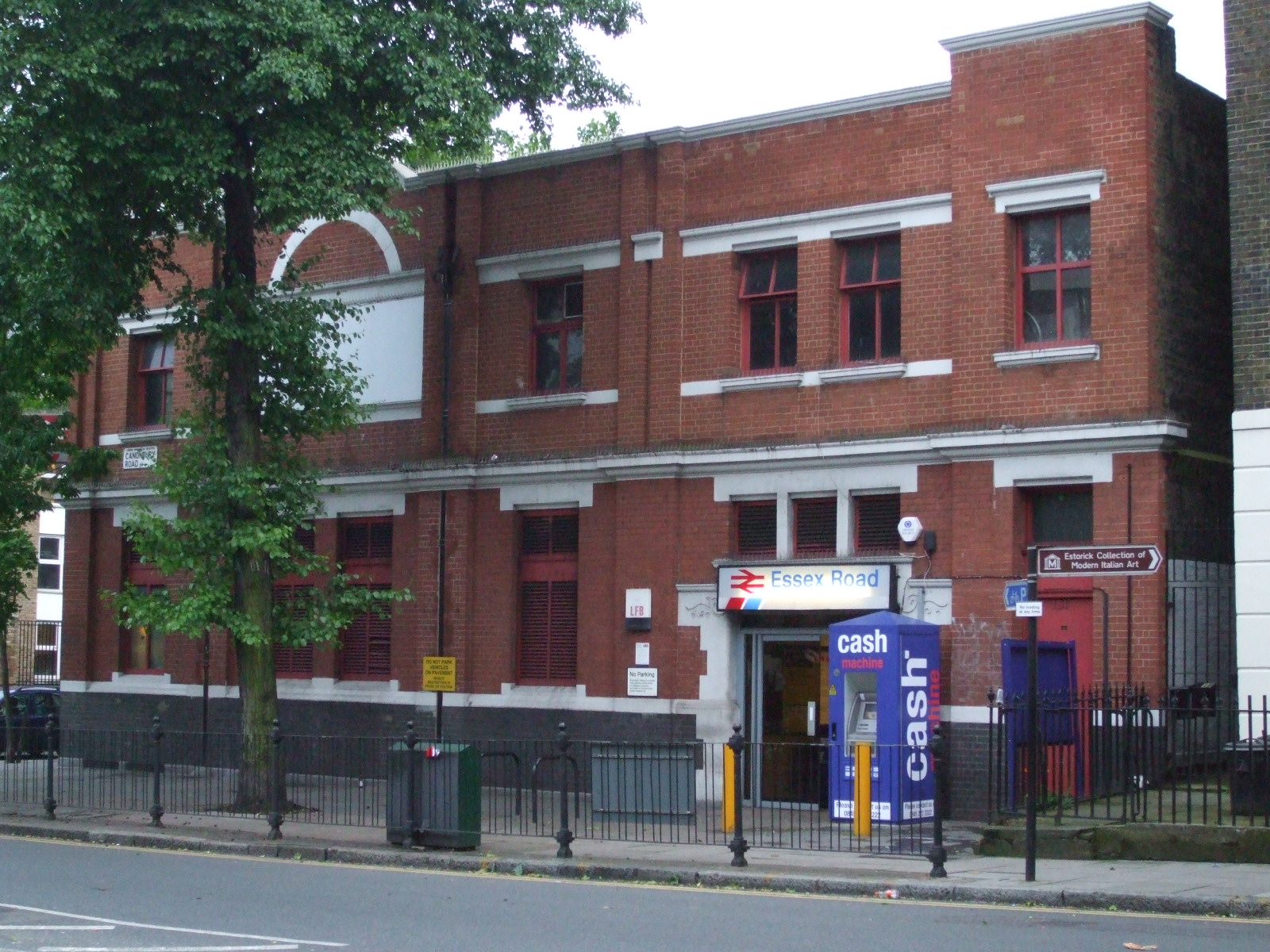
Stationsgebäude

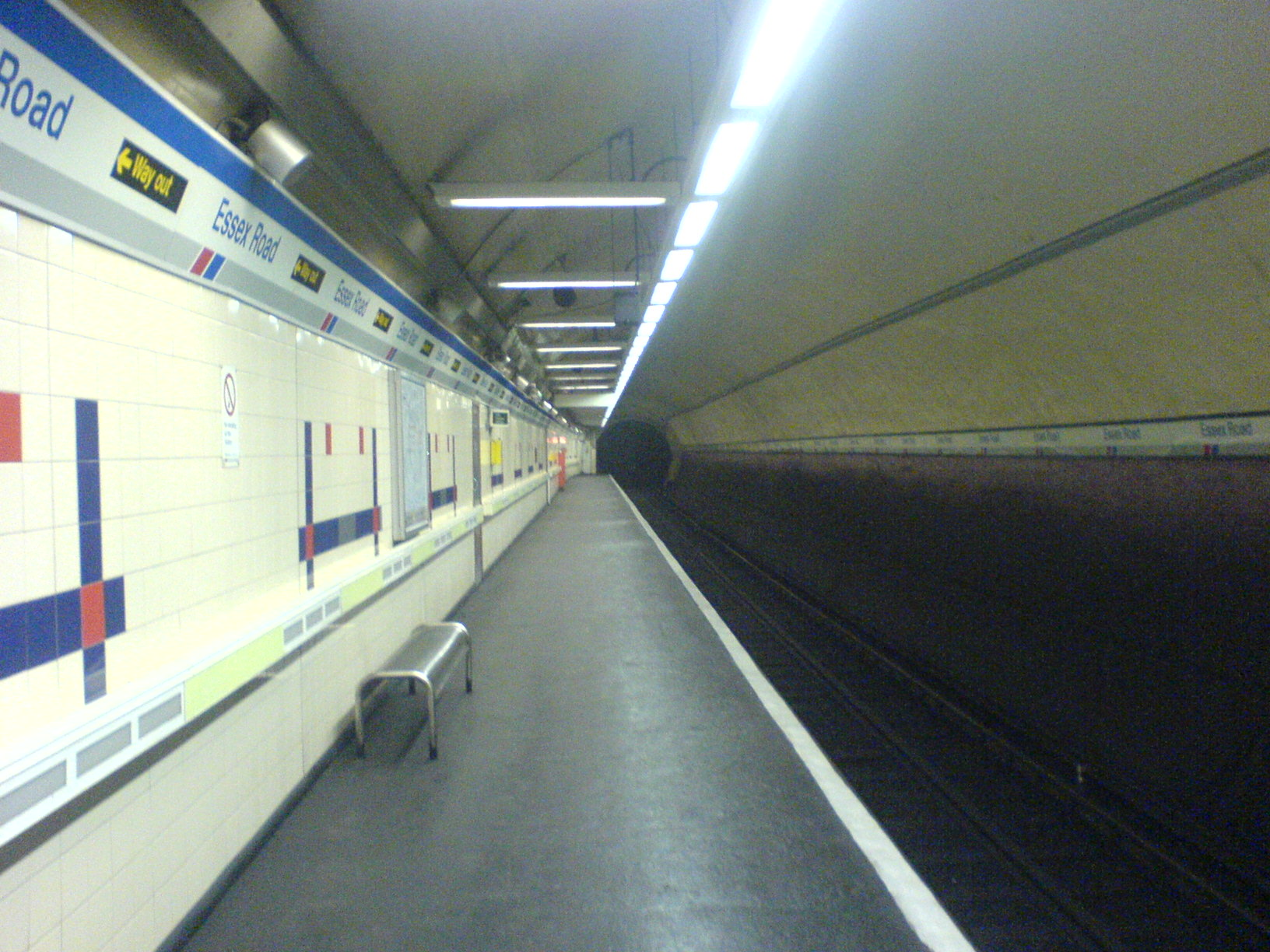
Bahnsteig in Richtung Süden

Essex Road ist ein unterirdischer Bahnhof im Londoner Stadtteil Canonbury, der zum Stadtbezirk London Borough of Islington gehört. Er liegt an der Northern City Line in der Travelcard-Tarifzone 2, an der Kreuzung der Hauptstraßen Essex Road, Canonbury Road und New North Road. Es handelt sich um den einzigen Bahnhof Londons in einer tief liegenden Tunnelröhre, in dem keine U-Bahn-Züge halten. Stattdessen verkehren Vorortszüge von First Capital Connect. Wie alle Bahnhöfe an der Northern City Line ist auch Essex Road an Wochenenden geschlossen. Im Jahr 2013 nutzten 0,521 Millionen Fahrgäste den Bahnhof.

## Geschichte
Eröffnet wurde der Bahnhof am 14. Februar 1904 durch die Great Northern & City Railway (GN&CR), an der größtenteils unterirdischen Verbindung zwischen Finsbury Park und Moorgate. Über die neue Strecke sollten Schnell- und Vorortszüge der Great Northern Railway auf direktem Weg in die City of London fahren, weshalb das Lichtraumprofil der Tunnelröhre bedeutend breiter war als bei den U-Bahnen. Von 1913 bis 1933 war die Strecke Teil der Metropolitan Line, nach der Verstaatlichung eine unabhängig betriebene Zweigstrecke der Northern Line.
Am 4. Oktober 1975 wurde die Strecke vorübergehend stillgelegt und an die staatliche Eisenbahngesellschaft British Rail übertragen, die einige Umbauten vornahm. Am 8. August 1976 erfolgte die Wiedereröffnung des Bahnhofs Essex Road, genau drei Monate später auch der gesamten Strecke zwischen Finsbury Park und Moorgate. Nach der Privatisierung von British Rail im Jahr 1994 übernahm West Anglia Great Northern WAGN den Betrieb, seit dem 1. April 2006 ist First Capital Connect dafür verantwortlich.